# Puchar Francji w piłce nożnej (1996/1997)
Puchar Francji w piłce nożnej mężczyzn 1996/1997 – 80. edycja rozgrywek, mających na celu wyłonienie zdobywcy piłkarskiego Pucharu Francji, zorganizowana przez Francuski Związek Piłki Nożnej (FFF) w sezonie 1996/97. Przystąpiło do niej 5986 drużyn klubowych. Zwycięzcą zostało OGC Nice.

## 1/8 finału
| Gospodarze                 | Wynik | Goście               |          |
| En Avant Guingamp (D1)     | 1 - 0 | SM Caen (D1)         |          |
| Girondins de Bordeaux (D1) | 1 - 0 | AS Cannes (D1)       |          |
| Lille OSC (D1)             | 0 - 3 | Montpellier HSC (D1) |          |
| Troyes AC (D2)             | 1 - 0 | AJ Auxerre (D1)      |          |
| OGC Nice (D1)              | 2 - 0 | FC Gueugnon (D2)     |          |
| US Créteil (Nat.1)         | 1 - 0 | RC Strasbourg (D1)   |          |
| Clermont Foot (Nat.2)      | 4 - 4 | Paris SG (D1)        | 4-3 kar. |
| Chamois Niortais FC (D2)   | 0 - 1 | Stade Lavallois (D2) |          |

## Ćwierćfinały
| Gospodarze                 | Wynik         | Goście                 |  |
| US Créteil (Nat.1)         | 1 - 3 (dogr.) | En Avant Guingamp (D1) |  |
| Stade Lavallois (D2)       | 1 - 0         | Troyes AC (D2)         |  |
| Girondins de Bordeaux (D1) | 1 - 2         | Montpellier HSC (D1)   |  |
| Clermont Foot (Nat.2)      | 1 - 2 (dogr.) | OGC Nice (D1)          |  |

## Półfinały
- Stade Lavallois - OGC Nice 0-1
- Montpellier HSC - En Avant Guingamp  0-2

## Finał
- En Avant Guingamp - OGC Nice 1-1, kar. 4-5

## Najlepsi strzelcy
Ibrahima Bakayoko (3 gole)

Thierry De Neef (3 gole)

Arnaud Lassalle (3 gole)

Fabien Lefévre (3 gole)

Didier Tholot (3 gole)

Christopher Wreh (3 gole)